# Adam Sühler
Adam Sühler (* 25. März 1889 in Lindau bei Trebgast; † 28. Januar 1964 ebenda) war ein deutscher Politiker (DNVP, CSU).

## Leben
Nach dem Besuch der Volksschule ging Sühler Anfang des zwanzigsten Jahrhunderts auf die landwirtschaftliche Winterschule in Wunsiedel, ehe er zum Militärdienst eingezogen wurde und am Ersten Weltkrieg teilnahm. 1919 übernahm er den Bauernhof seiner Eltern, den er bis 1952 bewirtschaftete. 1919 wurde er stellvertretender Vorsitzender des Bayerischen Landbunds. Bei der Bayerischen Landesbauernkammer war er bis 1922 Mitglied der Steuerkommission und danach bis 1928 Sachverständiger der Steuerkommission. 1925 wurde er Erster Bürgermeister seiner Heimatgemeinde Lindau im Landkreis Kulmbach. Er gehörte außerdem der Bezirksbauernkammer Kulmbach-Land, der Kreisbauernkammer Oberfranken, dem Finanzgericht und dem Oberbewertungsausschuss des Landesfinanzamts Nürnberg sowie dem Deutschen Landwirtschaftsrat an. Von 1928 bis 1932 war er Abgeordneter des Bayerischen Landtags für die gemeinsame Fraktion des Bayerischen Landbundes und der DNVP.
Nach dem Ende des Zweiten Weltkriegs war Sühler 1945 Mitbegründer des Bayerischen Bauernverbands (BBV), wurde wieder Bürgermeister von Lindau und trat Ende des Jahres der CSU bei, bei der er vier Jahre lang dem Landesvorstand angehörte. Von 1946 bis 1958 war er Präsident des Bezirksverbandes des BBV in Oberfranken und danach Ehrenpräsident. 1946 gehörte er zunächst dem Beratenden Landesausschuss, danach der Verfassunggebenden Landesversammlung und schließlich dem ersten frei gewählten Bayerischen Landtag und dem Vorstand der Fraktion der CSU angehörte. 1947 war er für ein Dreivierteljahr Landrat des Landkreises Kulmbach. Dieses Amt legte er im September nieder, nachdem er bis 1950 zum Staatssekretär im Staatsministerium für Landwirtschaft im Kabinett Ehard II ernannt worden war. Ende 1949 legte er sein Landtagsmandat nieder, nachdem er in den Senat gewählt worden war, dieses Mandat trat er Anfang 1950 an. Von 1952 bis 1958 war er dort einer der Schriftführer. Danach vertrat er von 1958 bis 1961 den Senat im Rundfunkrat des Bayerischen Rundfunks. 1963 trat Sühler nicht mehr für eine weitere Amtszeit im Senat an, das Mandat übernahm sein Sohn Gustav Sühler.